# Ifríquia
Ifríquia ou Ifriquia (em árabe: إفريقية; romaniz.: Ifriqiya) é, na história do islamismo medieval, um território do Norte de África que corresponde à atual Tunísia (excluindo as partes mais desérticas), noroeste da Líbia e nordeste da Argélia.
Ifríquia é uma arabização do nome latino África que no Império Romano designava essa mesma zona, e tem uma etimologia discutida. Na língua árabe atual, a palavra significa todo o continente africano.